# Christophskräuter
Die Christophskräuter (Actaea) sind eine Pflanzengattung innerhalb der Familie der Hahnenfußgewächse (Ranunculaceae). Die etwa 30 Arten kommen in der nördlichen gemäßigten und borealen Zone (zirkumarktisch) vor. Einige Arten werden als Zierpflanzen verwendet, andere finden Verwendung in der Phytotherapie, beispielsweise Actaea racemosa (Trauben-Silberkerze) zur Behandlung von Wechseljahresbeschwerden.

## Beschreibung

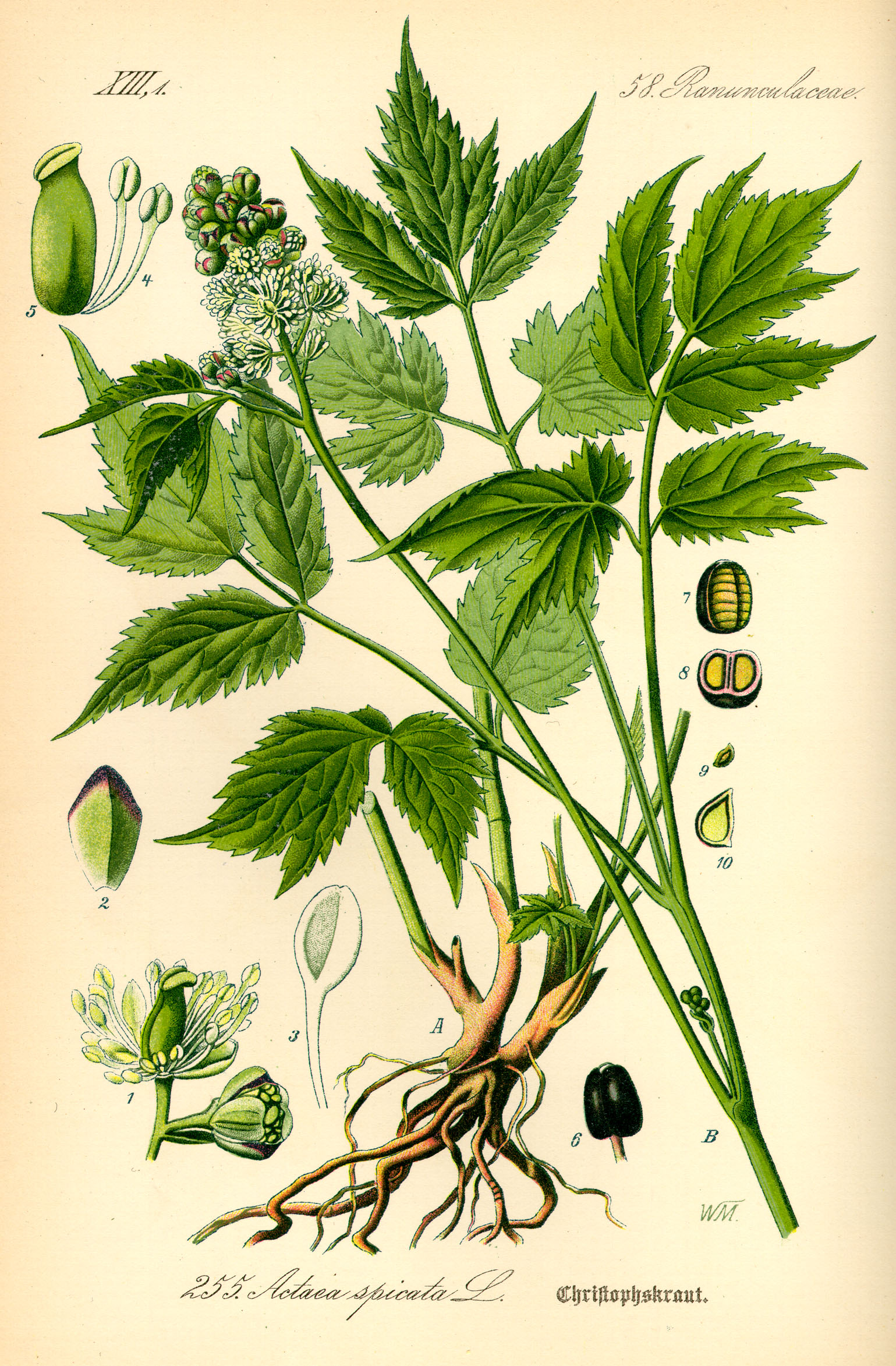
Illustration des Ährigen Christophskraut (Actaea spicata)

### Vegetative Merkmale
Die Actaea-Arten sind ausdauernde krautige Pflanzen. Diese Hemikryptophyten bilden Rhizome als Überdauerungsorgane. Die wechselständig angeordneten Laubblätter sind gefiedert. Nebenblätter fehlen.

### Generative Merkmale
Die Blütenstände sind oft verzweigt und aus traubigen Teilblütenständen zusammengesetzt.
Die Blüten sind zwittrig. Es sind meist vier Kelchblätter vorhanden. Die unscheinbaren, kleinen (ein bis sechs) Kronblätter fallen bei vielen Arten beim Aufblühen ab. Die optische Wirkung der Blüten während der Anthese geht hauptsächlich von den oft gelblich weißen Staubblättern aus. Es ist oft nur ein Fruchtblatt (manchmal bis zu acht) vorhanden.
Es werden je nach Sektion Beeren oder Balgfrüchte gebildet. Die zahlreichen Samen sind hellbraun bis schwarz.

## Systematik

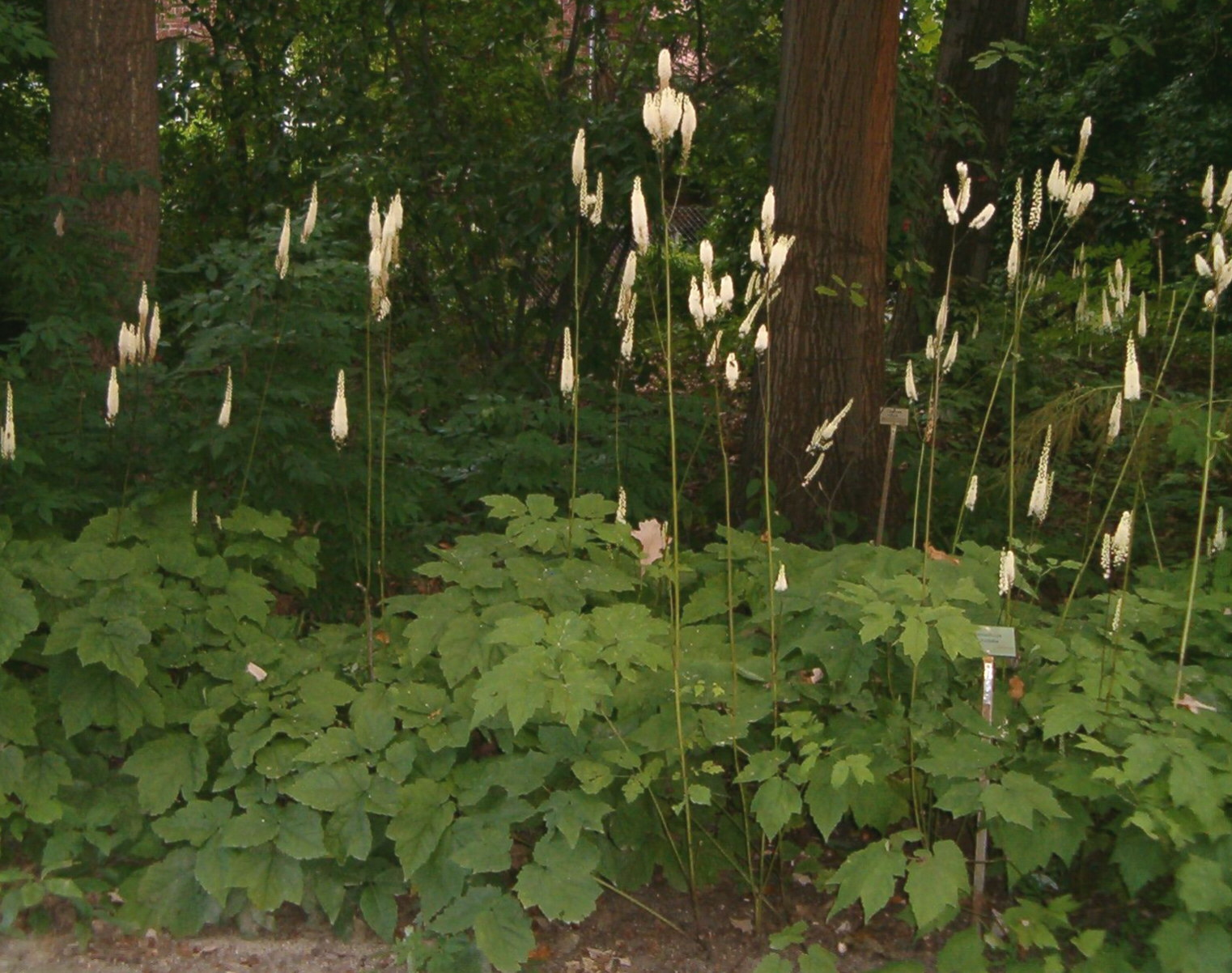
Habitus, Laubblätter und Blütenstände von Actaea cordifolia

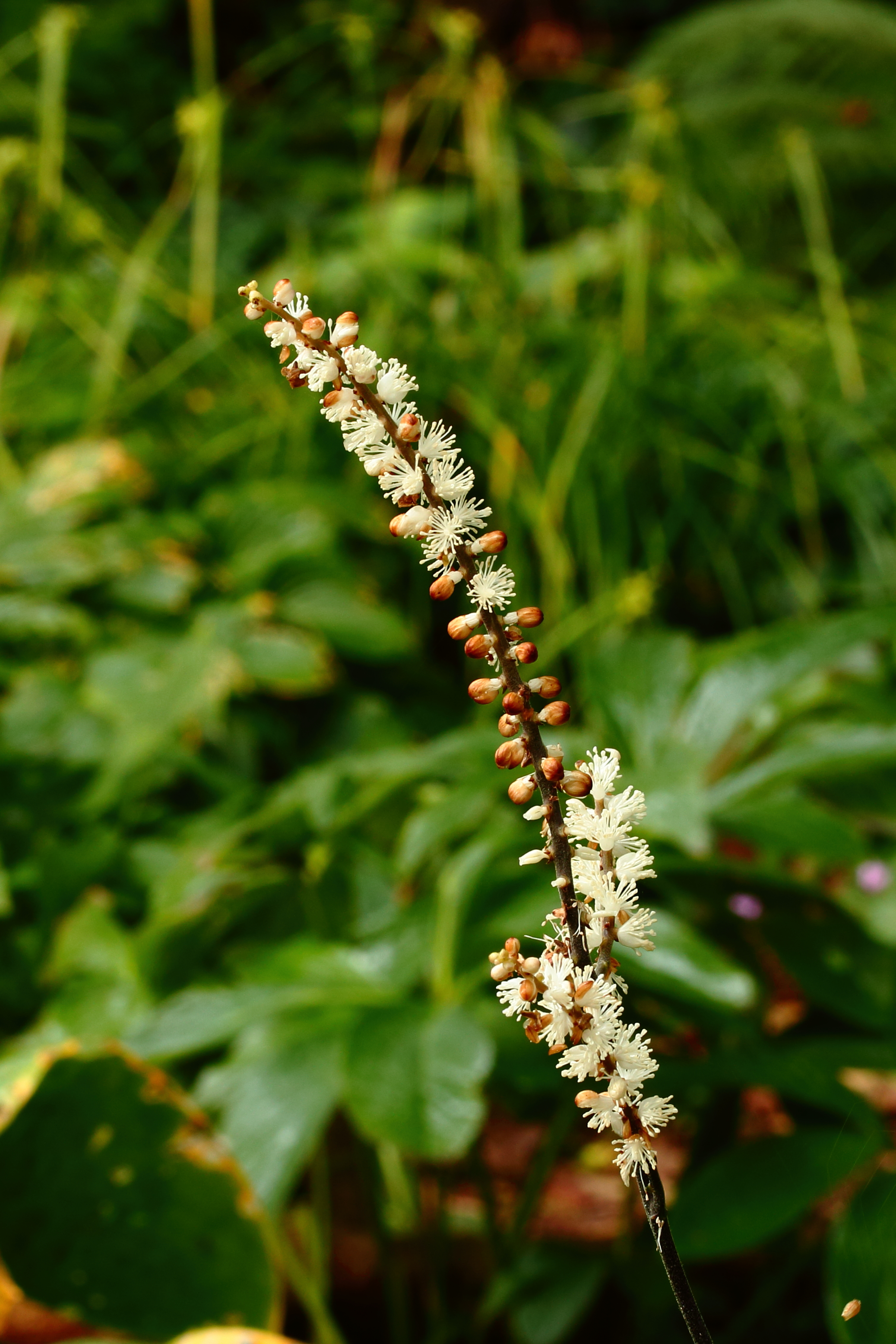
Spätherbst-Silberkerze (Actaea japonica)

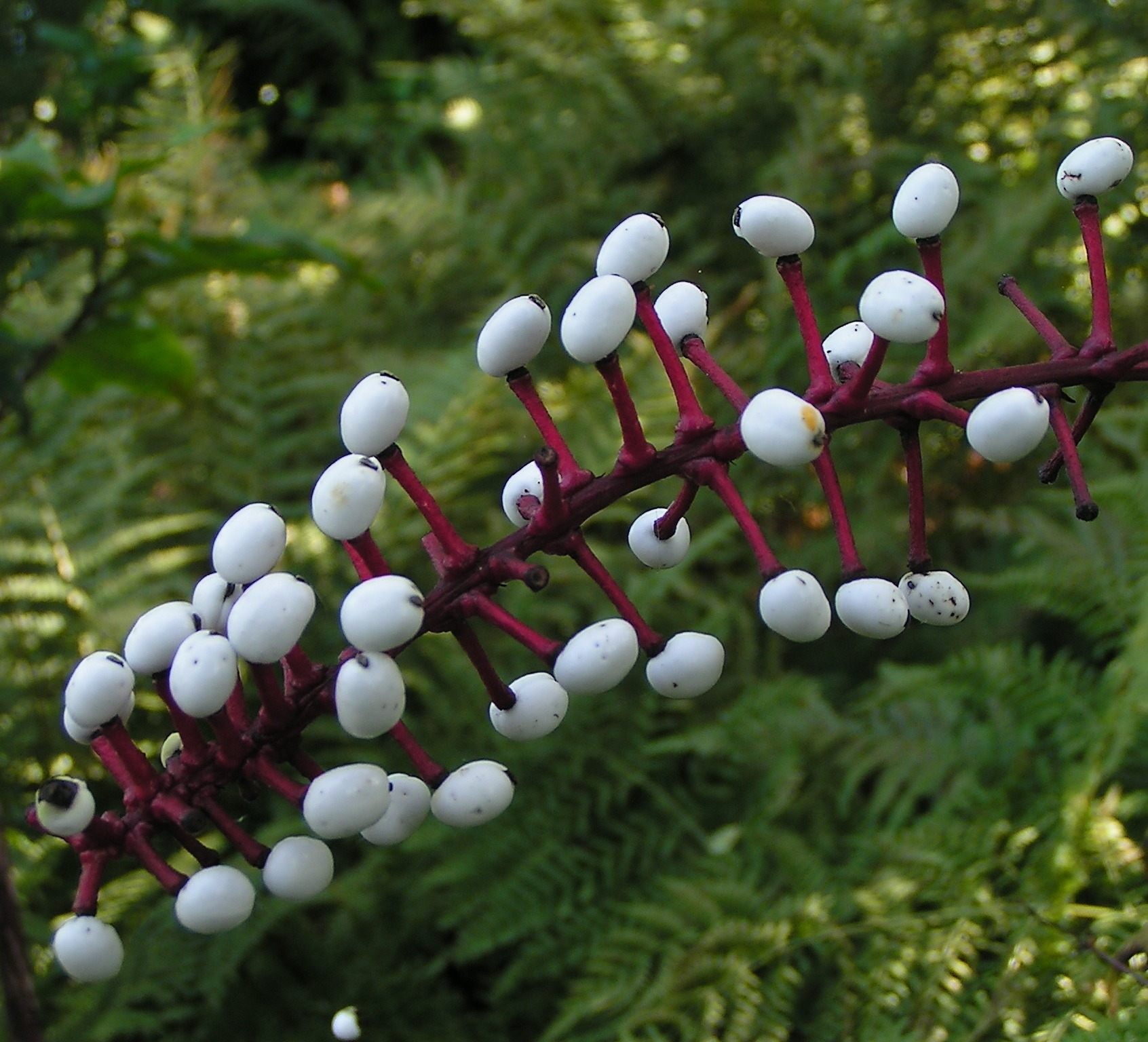
Früchte des Weißfrüchtigen Christophskrautes (Actaea pachypoda)

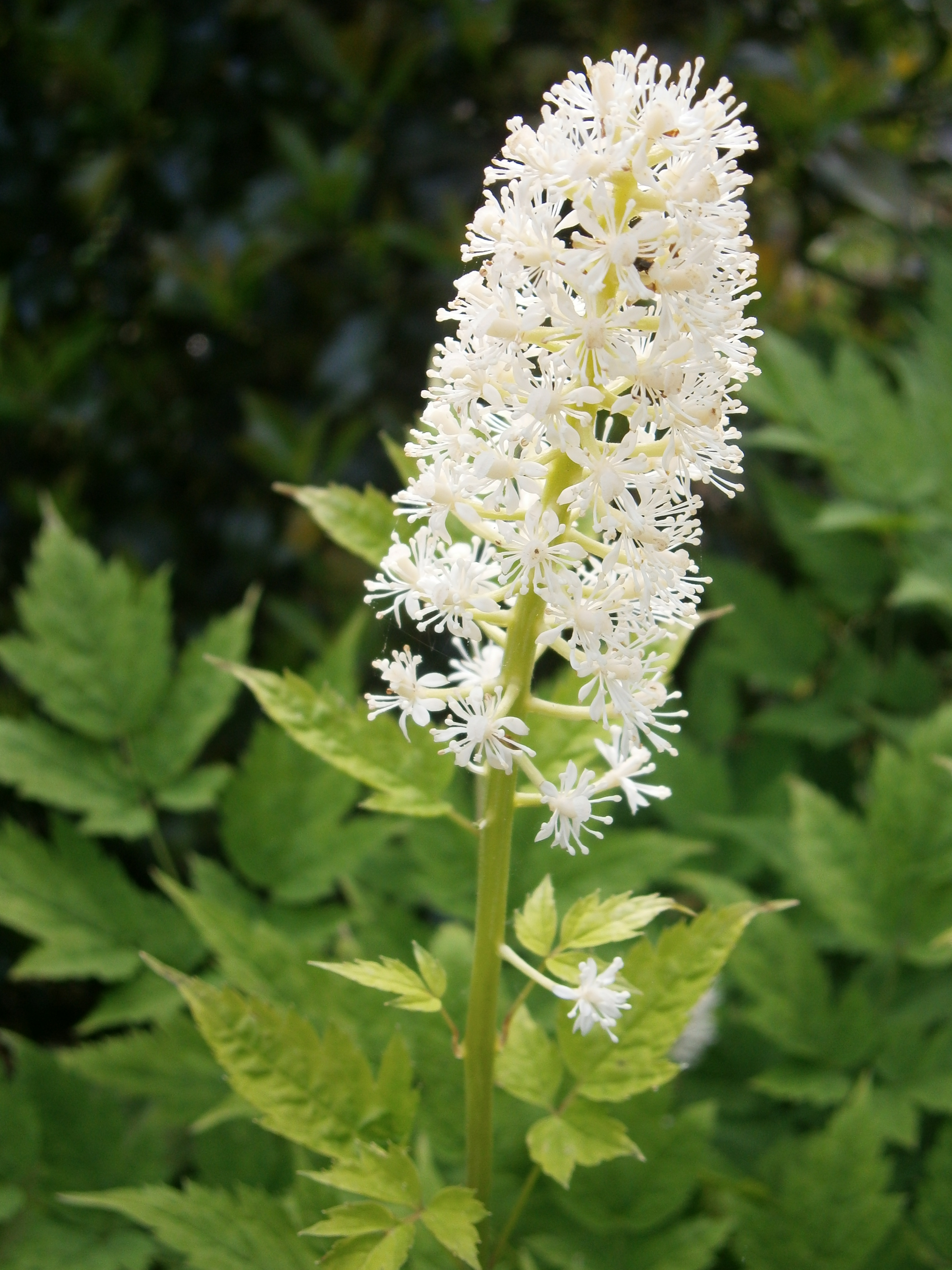
Weißfrüchtiges Christophskraut (Actaea pachypoda)

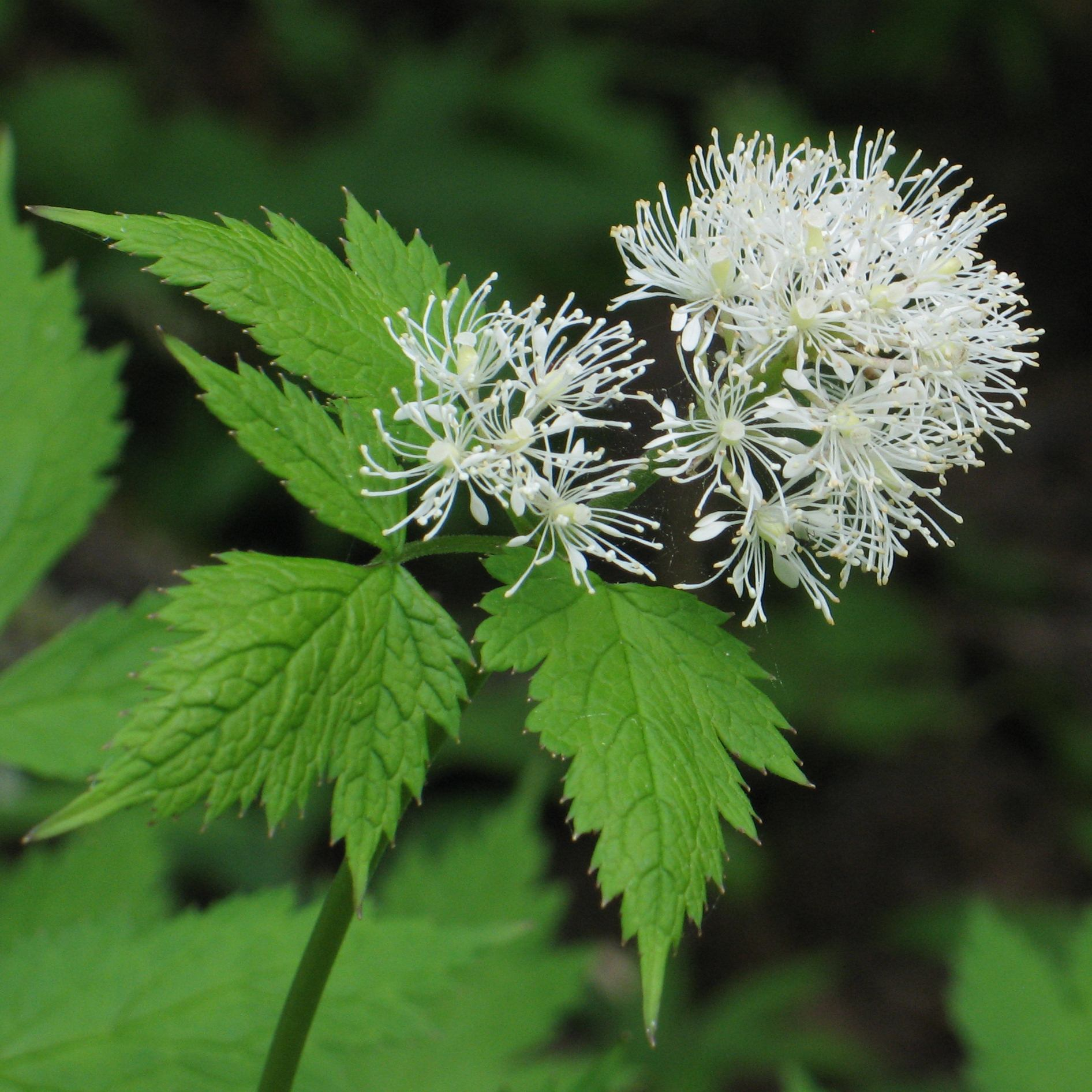
Rotfrüchtiges Christophskraut (Actaea rubra) in Blüte

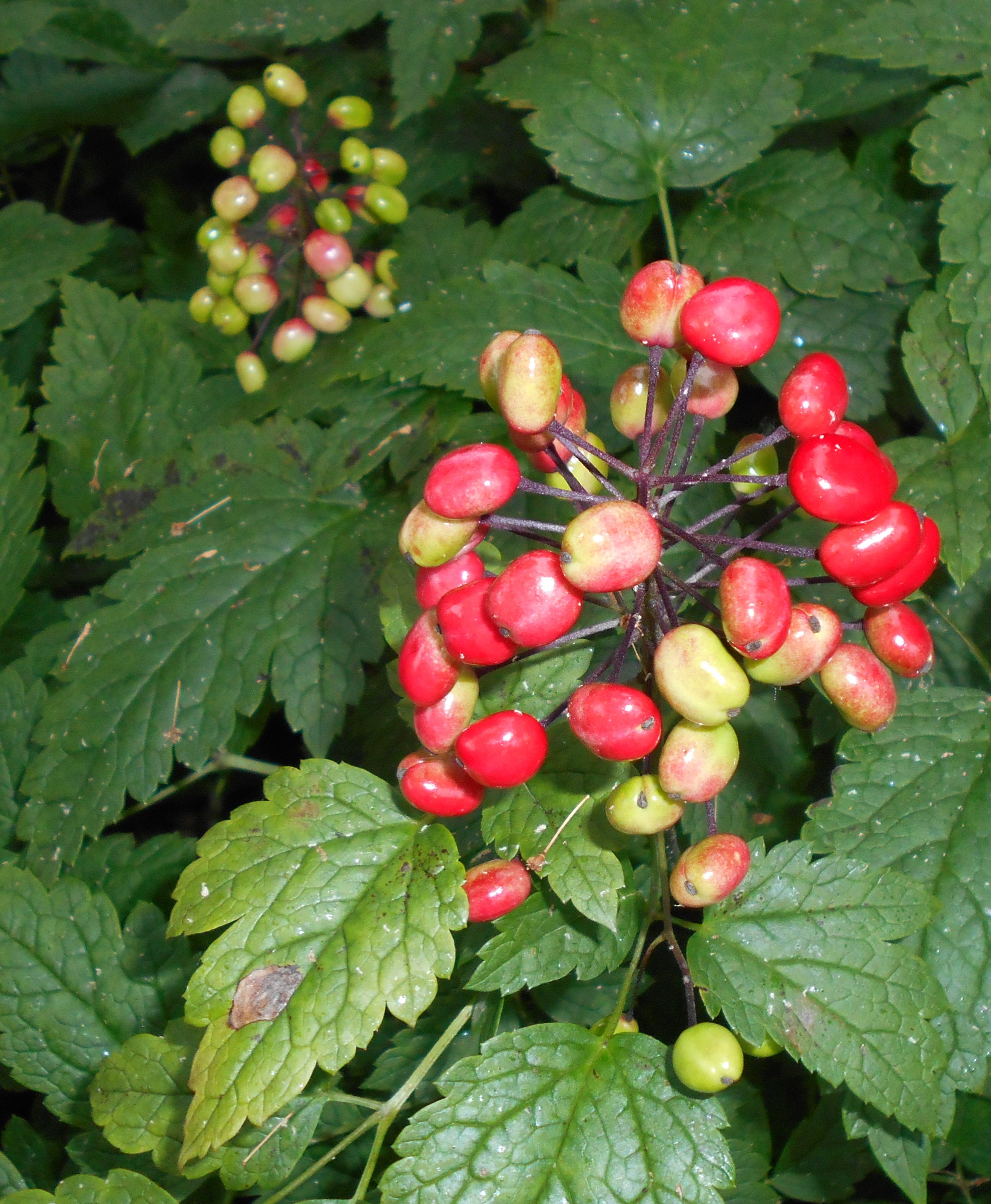
Rotfrüchtiges Christophskraut (Actaea rubra) fruchtend

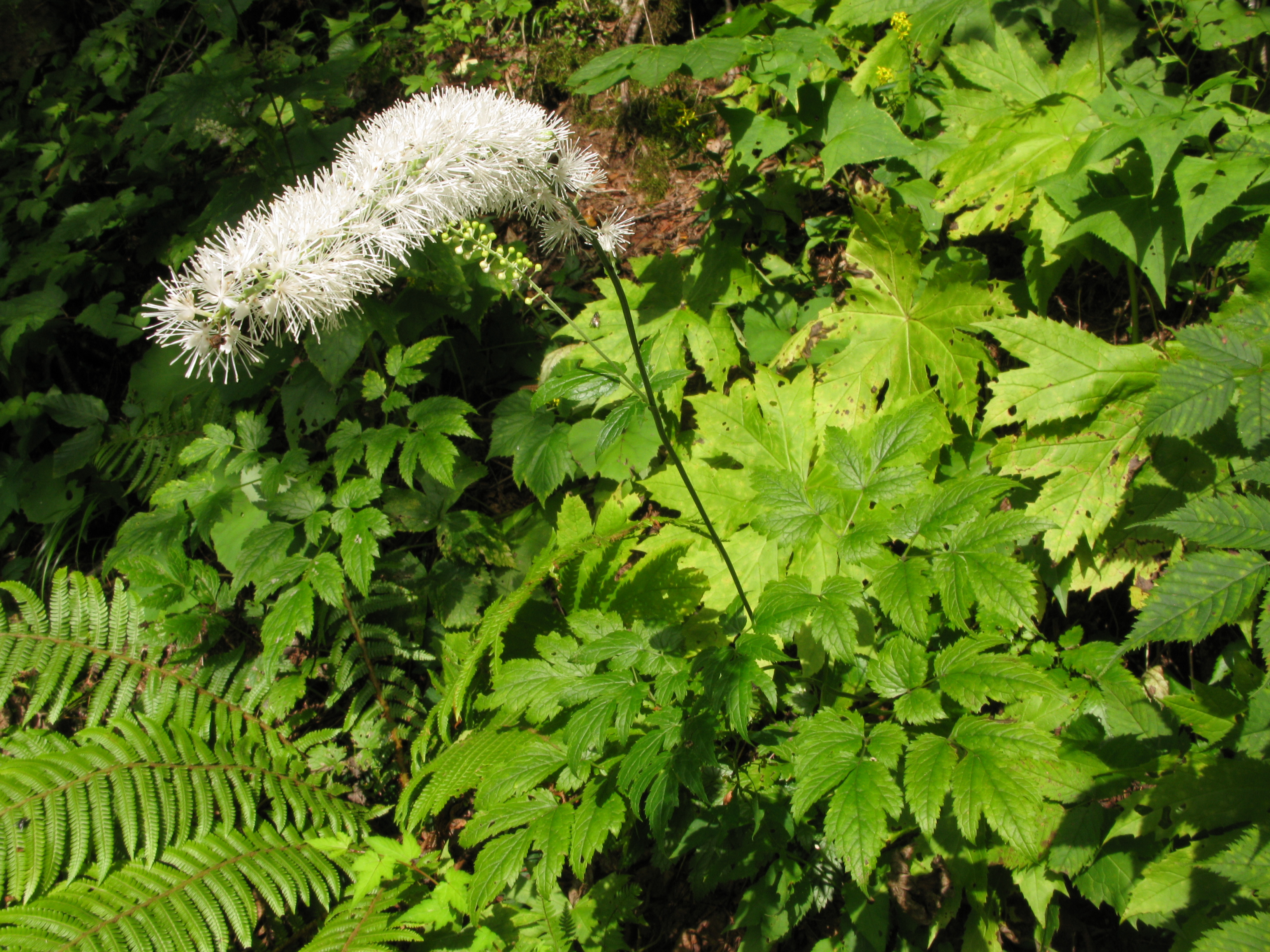
Oktober-Silberkerze (Actaea simplex)

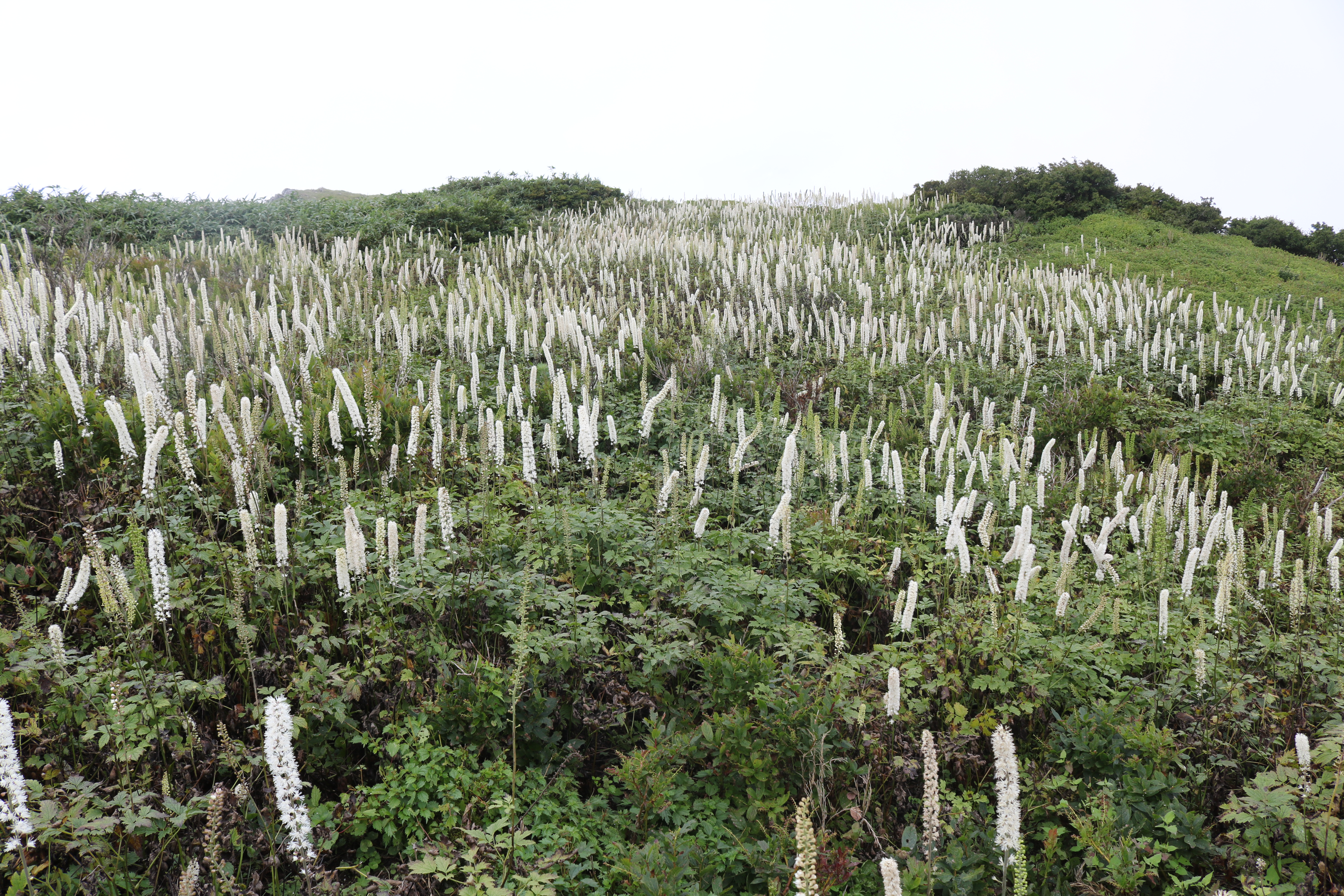
Oktober-Silberkerzen (Actaea simplex) am Mount Ibuki, Japan

### Taxonomie
Die Gattung Actaea wurde 1753 durch Carl von Linné in Species Plantarum, Tomus I, S. 504 aufgestellt. Der Gattungsname Actaea wurde von Carl von Linné nach einer mythologischen Figur Actaeon (*griech. Aktaion/Aκταίων, *lat. Actaeon), nach der griechischen Mythologie ein Heros und der Sohn von Apollon und der Nymphe Kyrene vergeben.

### Innere Systematik
Von einigen Botanikern werden die Arten der Silberkerzen (Cimicifuga) der Gattung Actaea eingeordnet (siehe Compton et al. 1998). In der Flora of China 2001 sind es aber getrennte Gattungen
Die Gattung Actaea wird in sieben Sektionen gegliedert (Auswahl an Arten):
- Sektion Actaea: Es werden Beeren gebildet.
- Sektion Cimicifuga: Es werden Balgfrüchte gebildet.
- Sektion Dichanthera (P.K.Hsiao) J.Compton
- Sektion Oligocarpae (Tamura) J.Compton
- Sektion Souliea (Franch.) J.Compton: Sie enthält nur eine Art mit Balgfrüchten.

### Arten alphabetisch sortiert (Auswahl)
In der Gattung gibt es etwa 30 Arten:
- Actaea arizonica (S.Watson) J.Compton (Syn.: Cimicifuga arizonica S.Watson), (Sektion Oligocarpae): Sie kommt in Arizona vor.[3]
- Asiatisches Christophskraut[5] (Actaea asiatica H.Hara), (Sektion Actaea): Sie kommt in Japan, Korea und der Volksrepublik China vor. Sie gedeiht in China in sommergrünen Wäldern in Höhenlagen bis zu 2000 Metern.[4]
- Stinkendes Wanzenkraut[5] (Actaea cimicifuga L., Syn.: Cimicifuga foetida L., Actaea mairei (H.Lév.) J.Compton, Cimicifuga mairei H.Lév.), (Sektion Cimicifuga): Es ist in Europa, Sibirien und Ostasien verbreitet.
- Actaea bifida (Nakai) J.Compton
- Actaea brachycarpa (P.K.Hsiao) J.Compton (Syn.:  Cimicifuga brachycarpa P.K.Hsiao): Sie kommt in den chinesischen Provinzen Henan, Hubei, Shanxi, Sichuan und Yunnan vor.[4]
- Actaea cordifolia DC. (Syn.: Cimicifuga cordifolia (DC.) Torr. & A.Gray, Cimicifuga rubifolia Kearney), (Sektion Oligocarpae): Die Heimat sind die nördliche und östliche USA.
- August-Silberkerze[5] (Actaea dahurica (Turcz. ex Fisch. & C.A.Mey.) Franch.), (Syn.: Actinospora dahurica Turcz. ex Fisch. & C.A.Mey., Cimicifuga dahurica (Turcz. ex Fisch. & C.A.Mey.) Maxim.), (Sektion Dichanthera): Sie ist in Ostsibirien, im Amurgebiet, in der Mongolei, in China, Korea sowie Japan verbreitet.[4]
- Actaea erythrocarpa (Fisch.) Kom. (Syn.: Actaea spicata var. erythrocarpa Fisch.): Sie ist in Europa, Russlands Fernem Osten, Sibirien, Japan, in der Mongolei, in der Inneren Mongolei und in den chinesischen Provinzen Hebei, Heilongjiang, Jilin, Liaoning, Shanxi und vielleicht in Yunnan verbreitet.[4]
- Wanzenkraut (Actaea europaea (Schipcz.) J.Compton, Syn.: Cimicifuga europaea Schipcz.): Sie kommt in Deutschland, Österreich, Tschechien, Polen, Ostpreußen, Ungarn, der Slowakei, in der Ukraine und in Rumänien vor.[3]
- Bärenklau-Silberkerze[5] (Actaea heracleifolia (Kom.) J.Compton, Syn.: Cimicifuga heracleifolia Kom.), (Sektion Actaea): Sie ist in Nordchina, Korea und im Amurgebiet verbreitet.[4]
- Spätherbst-Silberkerze oder September-Silberkerze[5] (Actaea japonica Thunb.), (Sektion Pityrosperma), (Syn.: Cimicifuga acerina (Siebold & Zucc.) Tanaka, Pityrosperma acerinum Siebold & Zucc., Cimicifuga japonica (Thunberg) Sprengel): Sie ist in China, Korea sowie auf der japanischen Insel Honshū verbreitet.[4]
- Actaea kashmiriana (J.Compton & Hedd.) J.Compton
- Actaea laciniata (S.Watson) J.Compton: Sie kommt in Washington und in Oregon vor.
- Actaea matsumurae (Nakai) J.Compton & Hedd.
- Weißfrüchtiges Christophskraut oder Dickstieliges Christophskraut[5] (Actaea pachypoda Elliott), (Sektion Actaea): Es gedeiht in Wäldern und Gebüschen in Höhenlagen bis zur 500 Metern in Kanada und in den USA.
- Amerikanische Silberkerze (Actaea podocarpa DC., Syn.: Cimicifuga americana Michx., Cimicifuga cordifolia Pursh, Cimicifuga podocarpa (DC.) Elliott), (Sektion Podocarpae): Die Heimat sind die USA.
- Trauben-Silberkerze oder Juli-Silberkerze (Actaea racemosa L., Syn.: Cimicifuga racemosa (L.) Nutt.), (Sektion Actaea): Die Heimat sind die USA.
- Rotfrüchtiges Christophskraut oder Rotes Christophskraut (Actaea rubra (Aiton) Willd., Syn.: Actaea neglecta Gillman, Actaea rubra f. neglecta (Gillman) B.L.Rob., Actaea spicata var. erythrocarpa Fisch., Actaea spicata var. rubra Aiton), (Sektion Actaea): Es ist in Asien, Nordamerika, Nord- und Nordosteuropa verbreitet.
- Oktober-Silberkerze[5] (Actaea simplex (DC.) Wormsk. ex Prantl, Syn.: Actaea cimicifuga var. simplex DC., Cimicifuga simplex (DC.) Wormsk. ex Turcz., Actaea yesoensis (Nakai) J.Compton & Hedd.), (Sektion Dichanthera): Sie ist in Japan, Korea, Taiwan, Sachalin, Kamtschatka, China sowie in der Mongolei verbreitet.[4]
- Ähriges Christophskraut[5] oder Schwarzfrüchtiges Christophskraut (Actaea spicata L.), (Sektion Actaea): Es ist in fast ganz Europa, im Kaukasus und Altai verbreitet.
- Actaea taiwanensis J.Compton, Hedd. & T.Y.Yang (Syn.: Cimicifuga taiwanensis (J.Compton, Hedd. & T.Y.Yang) Luferov): Sie kommt in Taiwan vor.
- Actaea vaginata (Maxim.) J.Compton(Syn.: Isopyrum vaginatum Maxim., Souliea vaginata (Maxim.) Franch.), (einzige Art der Sektion Souliea): Sie ist von in Indien, Bhutan, Sikkim, im nördlichen Myanmar, im südöstlichen Tibet und in den chinesischen Provinzen südliches Gansu, östliches Qinghai, südliches Shaanxi, westliches Sichuan sowie nordwestliches Yunnan verbreitet.[4]
- Actaea yunnanensis (P.K.Hsiao) J.Compton: Sie gedeiht nur in Höhenlagen von 2900 bis 4100 Metern im nordwestlichen Yunnan.[4]